# Sinbad of the Seven Seas
Sinbad of the Seven Seas is een film uit 1989 die draait om de avonturen van Sinbad the Sailor (Sinbad de Zeeman). Het verhaal is gebaseerd op werken van Edgar Allan Poe.
De film begint in de plaats Basra, waar de slechte tovenaar Jaffar controle heeft genomen over het brein van de koning. Om dit ongedaan te maken, moet Sinbad 5 magische stenen verzamelen, die door de tovenaar naar 5 verschillende plaatsen op de aarde zijn gestuurd. Tijdens zijn reis moet Sinbad vechten tegen verschillende magische figuren en uiteindelijk tegen een evenbeeld van zichzelf. Nadat hij alle 5 de stenen terug heeft gebracht in de stad, moet hij tegen Jaffar zelf vechten. Ook Jaffar wordt verslagen door Sinbad en hierna keert de vrede terug in de stad.

## Rolverdeling
| Acteur                    | Personage                                     |
| ------------------------- | --------------------------------------------- |
| Lou Ferrigno              | Sinbad                                        |
| John Steiner              | Jaffar                                        |
| Roland Wybenga            | Prins Ali                                     |
| Alessandra Martines       | Alina                                         |
| Yehuda Efroni             | Ahmed                                         |
| Ennio Girolami            | Viking (als Enio Girolami)                    |
| Hal Yamanouchi            | Chinese huursoldaat (als Haruhiko Yamanouchi) |
| Teagan Clive              | Soukra (als Teagan)                           |
| Leo Gullotta              | Nadir                                         |
| Stefania Girolami Goodwin | Kyra (als Stefania Girolami)                  |
| Donald Hodson             | Kalief (als Donal Hodson)                     |
| Melonee Rodgers           | Farida                                        |
| Cork Hubbert              | Poochie de dwerg                              |
| Daria Nicolodi            | Verteller                                     |

## Trivia
Oorspronkelijk zou dit een televisie worden van vier delen. Nog voor het einde van de draaiperiode (voor de special effects gedraaid waren) ging filmmaatschappij Cannon failliet. Sindsdien zag Castellari niets meer van de productie, tot hij jaren later een VHS-tape in handen kreeg. Luigi Cozzi had wat scènes bijgedraaid, de effects-scènes waren geschrapt en men had de serie tot een speelfilm terug gesneden. Castellari vond het eindresultaat niet om aan te zien.